# دهکده (حمیدیه)
دهکده، روستایی در دهستان دهکده بخش مرکزی شهرستان حمیدیه در استان خوزستان ایران است. این روستا، مرکز دهستان دهکده است.

## جمعیت
بر پایه سرشماری عمومی نفوس و مسکن در سال ۱۳۹۵، جمعیت این روستا برابر با ۲٬۹۵۱ نفر (۷۷۳ خانوار) بوده است.